# Yeongasi
Yeongasi (hangul 연가시, hanja 鐵線蟲), comercialitzada internacionalment com Deranged, és una pel·lícula de thriller de desastre mèdic de Corea del Sud del 2012 protagonitzada per Kim Myung-min, Kim Dong-wan, Moon Jung-hee i Lee Hanee. És el primer thriller mèdic de Corea sobre una epidèmia de malalties infeccioses (una altra pel·lícula relacionada, Flu, es va estrenar l'any següent el 2013). La pel·lícula va ser dirigida per Park Jung-woo i produïda per Lim Ji-young i Oz One Film. Distribuïda per CJ E&M, la pel·lícula es va estrenar el 5 de juliol de 2012 i té una durada de 109 minuts.

## Argument
Jae-hyuk és un antic professor amb un doctorat en bioquímica que actualment treballa com a representant de vendes de productes farmacèutics després de perdre els estalvis de tota la vida i la feina a causa d'una mala inversió que va fer a la borsa per consell del seu germà petit. Quan es troben una sèrie de cadàvers flotant al riu Han, el públic se sorprèn al descobrir que les morts estan relacionades amb un brot mortal del paràsit mutant nematomorfs infectats pel virus, anomenats Yeongasi, que poden controlar el cervell humà. Els infectats mostren símptomes d'augment de la fam sense un augment de pes adequat i una set excessiva quan els cucs estan madurs i preparats per reproduir-se. Per tant, salten al riu per permetre que els cucs surtin del cos. Mentre les autoritats treballen per trobar una cura, Jae-hyuk i el seu germà Jae-pil, un detectiu angoixat per la culpa per haver malgastat els diners de Jae-hyuk a la borsa, lluiten per salvar la família de Jae-hyuk quan presenten símptomes similars als l'infectat.
A Seül, cada matí es troben cadàvers amb signes similars de desnutrició als rius de tot el país. La policia té problemes per entendre la causa de les morts sobtades, ja que totes les víctimes no presenten cap símptoma físic però es veuen horripilants tan bon punt salten a l'aigua. Una víctima es troba morta a la seva banyera, però també hi ha organismes semblants a cucs no identificables nedant al costat del seu cadàver. Funcionaris del Ministeri de Salut descobreixen que aquests organismes són paràsits nematomorfs que normalment utilitzen insectes com a hostes, però es van mutar en una nova forma que permet que també infectin els cossos humans. El canvi sobtat d'aspecte que es va observar de manera consistent en totes les víctimes es va produir quan els paràsits van escapar dels cossos a l'aigua. Tan bon punt surten la notícia i el govern fa un anunci públic instant a les persones que han estat dins o prop de l'aigua i mostren símptomes de fam i set a que es revisin, innombrables persones acudeixen als hospitals. Les farmàcies estan plenes de gent desesperada per aconseguir antihelmíntics. Les coses empitjoren quan més persones salten als rius durant la nit i els cadàvers suren cada matí.
Aleshores es descobreix que l'ús de qualsevol tipus d'antihelmíntic en realitat provoca un dolor més insuportable i possiblement la mort. El caos es produeix i empitjora fins que un pacient afirma que es va curar amb un tipus específic de fàrmac anomenat Windazol. El país es torna boig per aconseguir el medicament, però les farmàcies es queden sense subministrament en menys d'un dia. Els funcionaris del govern es posen en contacte amb l'empresa farmacèutica encarregada de fabricar Windazole, ChoA Pharmaceuticals, i exigeixen que augmentin l'oferta. No obstant això, des que va ser adquirit per una empresa d'inversió, els dispositius implicats en la creació del fàrmac estaven mal gestionats i l'empresa no aconsegueix fer una sola pastilla. Les audiències públiques segueixen la petició del govern a l'empresa de revelar la composició del fàrmac, però el conseller delegat diu que els principals accionistes de la companyia es neguen a fer-ho, i el govern tampoc té cap base legal per obligar l'empresa a revelar la "recepta" del medicament.
Aleshores, Jae-pil descobreix proves que tot això va ser planificat pels treballadors de ChoA Pharmaceuticals. Troba algú que treballava a l'equip de recerca de ChoA i l'amenaça de dir la veritat. L'investigador confessa tota la història. Fa uns anys, els investigadors de ChoA van conèixer el paràsit Yeongasi i van pensar que esbrinar la proteïna implicada en el control del cervell podria ajudar a trobar una cura per a altres malalties del cervell com la malaltia d'Alzheimer. L'equip va tenir èxit a l'hora de fer una versió mutant que utilitzava mamífers com a amfitrions i semblava estar en camí d'èxit amb la seva investigació quan es va vendre l'empresa i l'equip d'investigació es va dissoldre. Alguns dels investigadors que estaven enfadats per tot l'incident es van reunir i van acceptar participar en un esquema col·lectiu de manipulació d'accions en què van comprar un munt d'existències i van alliberar el paràsit després d'emmagatzemar 100.000 paquets de droga. En conseqüència, centenars de milers de turistes es van infectar durant l'estiu mentre anaven de vacances als rius. Aleshores, un dels investigadors va actuar com si hagués estat tractat amb el fàrmac per augmentar el preu de les accions.
Tenint en compte aquesta informació, en Jae-pil truca a Jae-hyuk, i els dos van al magatzem, on l'investigador va admetre haver allunyat la resta de drogues. Quan Jae-hyuk finalment està a punt d'aconseguir la medicina, algú tanca la porta de l'emmagatzematge i incendia l'edifici. Els dos sobreviuen, però l'investigador que havia estat donant la informació a Jae-pil és assassinat per un home misteriós (que més tard resulta ser l'investigador que afirma que Windazole funcionava), i totes les drogues es cremen. Jae-pil descobreix llavors que l'investigador assassinat havia estat en realitat el cap de l'equip d'investigació i era un amic íntim del CEO. Jae-pil s'assabenta que els altres investigadors ja havien fugit a l'estranger i que el cap de l'equip es quedava enrere per veure com anaven les coses. Així, tot el pla va ser premeditat i extret pel CEO i els investigadors des del principi. Mentrestant, el conseller delegat suggereix que el govern compri l'empresa en la seva totalitat, cosa que els permetria esbrinar la composició del fàrmac i aprofitar-ne més per al nombre de pacients que creix ràpidament. El preu que exigeix el CEO és completament desproporcionat amb 5.000 milions de wons i la majoria dels funcionaris del govern estan en contra de la idea, però el Primer ministre diu que no hi ha cap altra opció i està a punt de signar el contracte. Al moment, se li informa de tota l'estafa i el CEO és detingut. Jae-hyuk està desesperat quan de sobte s'adona, basant-se en els seus coneixements de química, que, sempre que sigui capaç de crear un medicament amb el mateix ingredient actiu que el Windazol, hauria de poder tractar la seva família... no necessita necessàriament el mateix Windazol. Altres persones s'incorporen al pla i les companyies farmacèutiques creen precipitadament un medicament eficaç que tracti tothom.
La pel·lícula acaba amb Jae-hyuk i la seva família passant temps en un parc d'atraccions. Jae-hyuk suggereix que la família vagi de vacances a l'estranger tots junts, preferiblement a un lloc amb moltes farmàcies. La seva dona riu i li pregunta si en Jae-hyuk li preocupa que hi hagi Yeongasi també a altres països. Jae-hyuk somriu, però de sobte es congela i es gira mentre la pel·lícula passa de sobte a una escena amb un cadàver flotant al port de Nova York.

## Repartiment
- Kim Myung-min - Jae-hyuk
- Moon Jung-hee - Gyung-seon[7]
- Kim Dong-wan - Jae-pil, un investigador policial i germà petit de Jae-hyuk[8][9][10]
- Lee Hanee - Yeon-joo, promesa de Jae-pil
- Eom Ji-seong - Joon-woo
- Yeom Hyun-seo - Ye-ji
- Kang Shin-il - Doctor Hwang
- Jo Deok-hyeon - Tae-won /Yhengmorada
- Jeon Kuk-hwan - Prime Ministre
- Choi Jung-woo - Ministre de Sanitat i Salut
- Lee Hyung-chul - James Kim
- Jung In-gi - Gerent de l'oficina de vendes
- Song Young-chang - Doctor Kim
- Choi Il-hwa - President de Corea del Sud
- Kim Se-dong - Director de producció

## Recepció
El primer dia de la seva estrena a les sales, Deranged va vendre 190.953 entrades, la qual cosa la va convertir en el número u en la llista de taquilla diària (superant la pel·lícula de Hollywood The Amazing Spider-Man que va vendre 149.170 entrades). La pel·lícula va recaptar un total de 31.992.014.698 wons després de només cinc setmanes de projecció, amb un total de 4.515.665 entrades venudes a tot el país.

## Premis i nominacions
| Any  | Premi                        | Categoria                | Receptor      | Resultat  | Ref    |
| ---- | ---------------------------- | ------------------------ | ------------- | --------- | ------ |
| 2012 | 49ns Grand Bell Awards       | Millor actriu secundària | Moon Jung-hee | Nominat   |        |
| 2012 | 33ns Blue Dragon Film Awards | Millor actriu secundària | Moon Jung-hee | Guanyador |        |
| 2012 | 33ns Blue Dragon Film Awards | Premi Tècnic             | Seo Sang-hwa  | Nominat   |        |
| 2013 | 49ns Paeksang Arts Awards    | Millor actriu secundària | Moon Jung-hee | Nominat   | [ 14 ] |
| 2013 | 49ns Paeksang Arts Awards    | Actor més popular        | Kim Dong-wan  | Guanyador | [ 15 ] |